# سايمور فان غوندي
سايمور فـان غوندي (بالإنجليزية: Seymour Dean Van Gundy)‏ هو بروفيسور وأحيائي أمريكي، ولد في 24 فبراير 1931 في توليدو في الولايات المتحدة.